# Zalew Żermanicki
Zalew Żermanicki (czes. Vodní nádrž Žermanice) – zbiornik zaporowy w Czechach, znajdujący się w gminie Żermanice na rzece Łucynie. 

## Opis
Zbiornik został zbudowany w latach 1951-1958 w celu zaopatrzenia w wodę wysoko zurbanizowanego i uprzemysłowionego regionu ostrawskiego. Na zaporę zużyto 116 600 m³ betonu. Ma ona 314 m długości i 38 m wysokości. Powierzchnia wody zajmuje 248 ha, a całkowita objętość zbiornika to 25 300 000 m³ wody. Maksymalna głębokość wynosi 28 m. W wyniku budowy tamy zalane zostały wsie Górne i Dolne Soběšovice. Podczas budowy tamy powstał tak zwany Žermanický lom, który został uznany za pomnik przyrody w 1992 roku.
Niedostateczna ilość wody w Łucynie wymagała budowy dopływu z rzeki Morawki, którą ukończono w 1959 r. System prac związanych z gospodarką wodną w dorzeczach Morawki i Łucyny został uzupełniony o wybudowany później zbiornik na rzece Moravce.

## Zastosowanie
Zadaniem Zbiornika Żermanickiego jest zaopatrywanie przedsiębiorstw w regionie ostrawskim w wodę, a także stabilizacja przepływu rzeki poniżej zapory i produkcja energii elektrycznej. Oficjalnie rozpoczęto korzystać z zapory 8 listopada 1958 r.  Początkowo zaopatrywała ona w wodę Ostrawską Novą Hutę i papiernię w Racimowie. Zbiornik wodny służy również jako zbiornik dla Biocel Paskov, jest często używany do rekreacji, pływania, sportów wodnych i wędkarstwa. W zbiorniku żyje wiele gatunków ryb, można tam złowić tradycyjnego karpia czy leszcza, ale także duże szczupaki, sandacze, liny, węgorze, okonie, klenie, świnki pospolite, amury, bolenie, w górnej części zbiornika oraz pstrągi. Zapora stanowi bogate zaplecze rekreacyjne aglomeracji ostrawskiej. W okolicy powstały liczne prywatne domki i hotele, kempingi, parkingi i kilka restauracji. W pobliżu znajduje się opuszczony i częściowo zalany kamieniołom z rzadką florą i fauną, który zajmuje 1,95 ha powierzchni. Granicę tamy tworzą wsie Łucyna, Domasłowice Dolne, Szobiszowice i Żermanice.

## Panorama

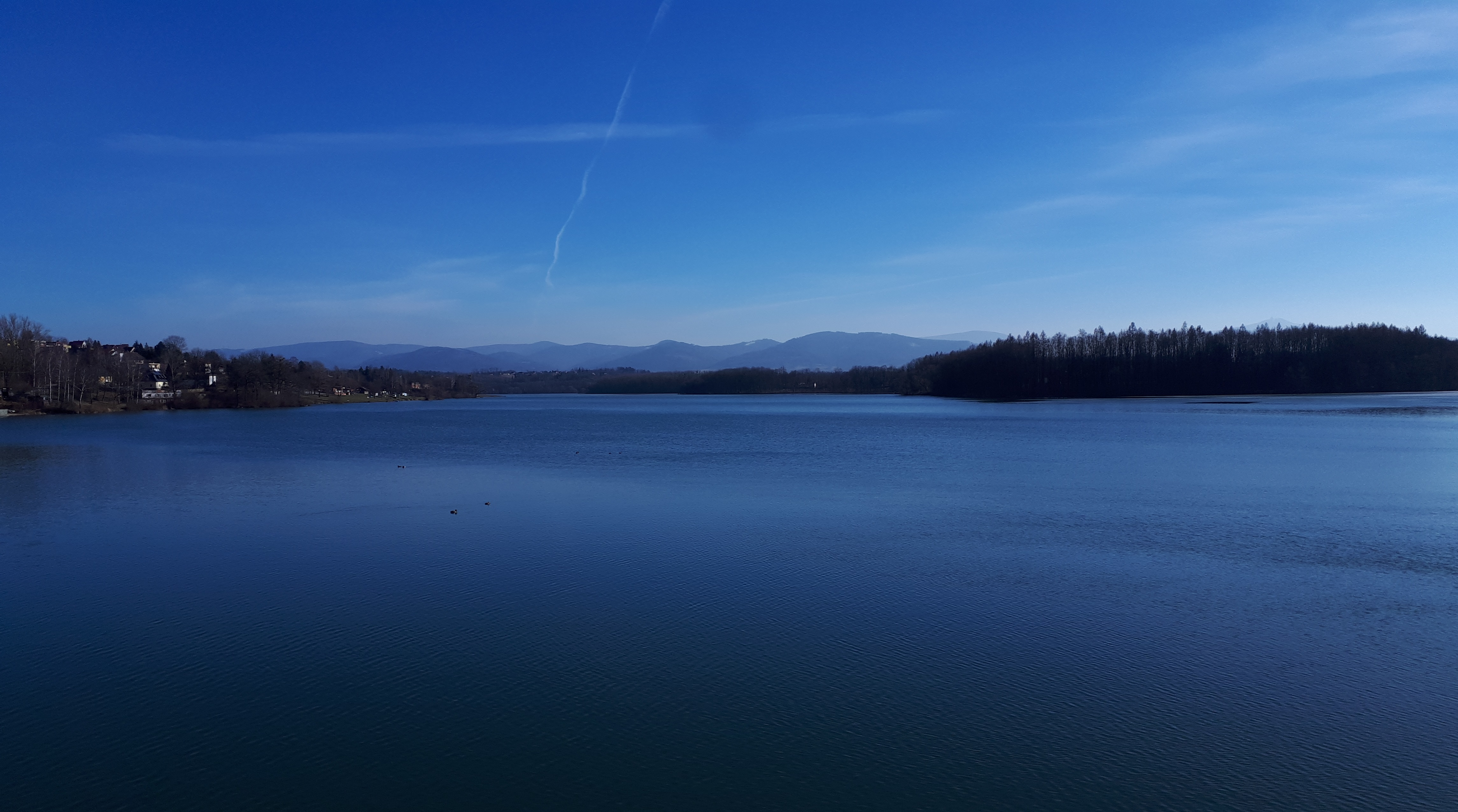
Panoramiczny widok na Zalew Żermanicki